# 埃拉伽巴路斯
埃拉伽巴路斯或譯埃拉加巴盧斯（英語：Elagabalus，約203年—222年3月11日），或稱赫利奧加巴盧斯（Heliogabalus），本名為瓦瑞烏斯·阿維圖斯·巴西安努斯（Varius Avitus Bassianus），羅馬帝國塞維魯王朝皇帝，218年－222年在位。他的登基之後改名為馬爾庫斯·奧瑞里烏斯·安東尼努斯（Marcus Aurelius Antoninus）。他是羅馬帝國建立以來，第一位出身自帝國東方——敘利亞——的皇帝。在卡拉卡拉遇刺身亡後，政軍情勢紛擾不已，東方軍團擁立這位流有塞維魯王族血統的少年繼位；218年，在戰勝馬克里努斯之後，埃拉伽巴路斯成為羅馬帝國的皇帝。
埃拉伽巴路斯即位後，大力提倡他個人所信仰的太陽神崇拜，並將帝國東方華靡奢侈的宮廷風味帶入羅馬。年輕的埃拉伽巴路斯無心治國，又嫉妒他受人歡迎的表弟亞歷山大，引發臣民強烈的不滿。222年，由他祖母尤利亞·瑪伊莎所策劃的一場陰謀中，埃拉伽巴路斯受到暗殺身亡。

## 家世
埃拉伽巴路斯的外祖母瑪伊莎，是塞维鲁王朝開創者塞普提穆斯·塞維魯之妻尤利亞·多姆娜的妹妹。馬伊莎生有兩個女兒：大女兒索艾米亞斯、二女兒瑪麥亞，兩人各有一個兒子。索艾米亞斯生下巴西安努斯（即埃拉伽巴路斯），瑪麥亞生下亞歷山大。埃拉伽巴路斯出生於敘利亞的艾梅沙，從小就被送入太陽神廟當祭司。他自己本人在即位後所喜歡用的稱號「埃拉伽巴路斯（Ela-gabalus）」，或作「赫利歐伽巴路斯（Helio-gabalus）」，直譯為「太陽神的虔誠事奉者」。

## 奪權
暗殺卡拉卡拉而即位的皇帝馬克里努斯，與波斯簽定了撤出美索不達米亞的和約。對敘利亞軍團而言，他們認為這是一種喪失國家尊嚴的外交錯誤；再加上馬克里努斯可能取消對於軍隊的許多特權，使得新皇帝在當時並未取得十分穩固的支持。
218年初，瑪伊莎帶著自己的外孫埃拉伽巴路斯，前往駐守在艾梅沙的「第三高盧伽軍團」長官，宣稱自己的外孫是先皇卡拉卡拉的私生子。當時許多軍官見到這位相貌英俊、衣著華麗的少年祭司，頓時心生好感，便願意對他宣誓效忠。同年5月，少年「巴西安努斯」改名為「馬爾庫斯·安東尼努斯」，便在艾梅沙宣布他擁有塞維魯王朝一切的國家繼承權力，發起為父報仇的大旗，兵鋒指向馬克里努斯。
原本已打算偃兵還都的馬克里努斯，在敘利亞首府安提阿聽到消息，匆匆地再次徵召部隊與反叛的部隊對抗。6月7日，雙方在安提阿附近的因邁村（Immae）對峙。擁有三個軍團的艾梅沙部隊，立起卡拉卡拉的全身塑像，一旁則是全幅戎裝的埃拉伽巴路斯。埃拉伽巴路斯騎在馬上，手上高舉長劍，站在部隊的最前方。而馬克里安努斯的部隊見了這種景像，反而轉過來殺死馬克里安努斯任命的近衛軍官，倒戈投入埃拉伽巴路斯的陣營。馬克里安努斯遭到底下軍官的背叛，立即逃離敘利亞，打算循陸路回到羅馬城。但他在比提尼亞被軍官認出，立即遭到殺害。至此，埃拉伽巴路斯便順利地受到元老院的同意，成為帝國的皇帝。

## 執政
雖然馬克里努斯已於218年6月失敗，埃拉伽巴路斯成了帝國唯一的合法皇帝。但十五歲的埃拉伽巴路斯卻表現得漫不經心，年輕皇帝一行人隊伍以遊樂的腳步緩緩地朝首都前進，一直到219年9月才到達羅馬城。埃拉伽巴路斯進城時，臉上依舊塗滿白粉與胭脂，而在其身後以六匹白色駿馬所拉的華麗轎子之中，裡頭卻是一顆錐狀的黑色石頭——太陽神的象徵。埃拉伽巴路斯雖然成了皇帝，但仍舊以東方敘利亞的風味裝扮、以及艾梅沙太陽神廟的供奉者自居。他決定在羅馬山丘上興建一座新的豪華神廟，以半強迫的方式要求官吏議員會信奉太陽神。除了太陽神之外，他對其它的羅馬諸神並未敬意，祭典完全不守莊嚴的氣息，而是在神壇上擺設豐富美酒與大量祭品，讓一群少女們依著音樂，跳著深具挑逗意義的舞蹈。
埃拉伽巴路斯非常愛好美色，他不僅擁有大量與不斷更換的媵妾，更曾經將強行占有一位維斯塔貞女，事後又將她拋棄。他毫無遮掩自己對男色的喜好，在宗教儀禮上公然地與孌童拉扯，他自己甚至曾去妓院裡扮演妓女。這些舉措與羅馬傳統對領導者在公開場合中，所必須展現的古樸武勇形象不合，使他很快地喪失了羅馬領導階層的認同。
埃拉伽巴路斯無心於國政。皇帝的祖母瑪伊莎清楚地看見，埃拉伽巴路斯如此的個人特質將逐漸失去民心，於是她便打算擁立另一位外孫。她慫恿皇帝將他的表弟——瑪麥亞的兒子亞歷山大——收為養子。221年，亞歷山大正式受封為「凱撒」——意即皇位的繼承人。亞歷山大與其表兄性格不同，他從小所受的是羅馬式的傳統教育，因此首都的元老議員與權貴人士，常喜歡造訪這位未來可能的帝國領導人的門下。這卻令埃拉伽巴路斯感到嫉妒。

## 殺害
埃拉伽巴路斯發表一項敕令，取消亞歷山大的凱撒地位與榮耀。近衛軍得知消息之後，引起軒然大波，軍官們立刻到埃拉伽巴路斯面前，誓言保護亞歷山大。埃拉伽巴路斯迫於情勢，只能再度撤銷前一道敕令，維持亞歷山大的地位。不過，這也讓埃拉伽巴路斯更感到屈辱。
222年3月，埃拉伽巴路斯打算試驗軍隊的忠誠反應，放出風聲說他的表弟已經死亡。沒想到軍隊喜愛亞歷山大與厭惡皇帝的情緒，遠遠超過埃拉伽巴路斯的預期。軍隊們認為這是皇帝所下的毒手，憤怒地齊聚在皇宮前，打算為他們喜愛的凱撒復仇；鬧事的士兵直到見到亞歷山大本人，秩序才得以平息下來。埃拉伽巴路斯得知之後，缺乏足夠的氣度來面對，反而怒氣大發，下令嚴厲懲罰帶頭起事的軍官。但他的身邊的人都知道埃拉伽巴路斯的氣數已盡，可能在皇祖母的默許之下，由近衛軍長官殺死了埃拉伽巴路斯，並將他的屍體丟入台伯河。

## 評價
愛德華·吉本在其書中指稱，《羅馬皇帝傳》的編者誇大了埃拉伽巴路斯的惡行。但身為第一位具有濃厚東方色彩的皇帝，這位年輕人無疑地對羅馬的文化傳統造成了巨大的衝擊。埃拉伽巴路斯不僅未能與帝國政軍界的高層人士合作，又不願意放棄君主的權威，以致於他在身死之後，留下了惡劣的聲名。
| 統治者頭銜                      | 統治者頭銜       | 統治者頭銜             |
| ------------------------------- | ---------------- | ---------------------- |
| 前任： 馬克里努斯和迪亚杜门尼安 | 罗马皇帝 218-222 | 繼任： 亚历山大·塞维鲁 |